# Raspador

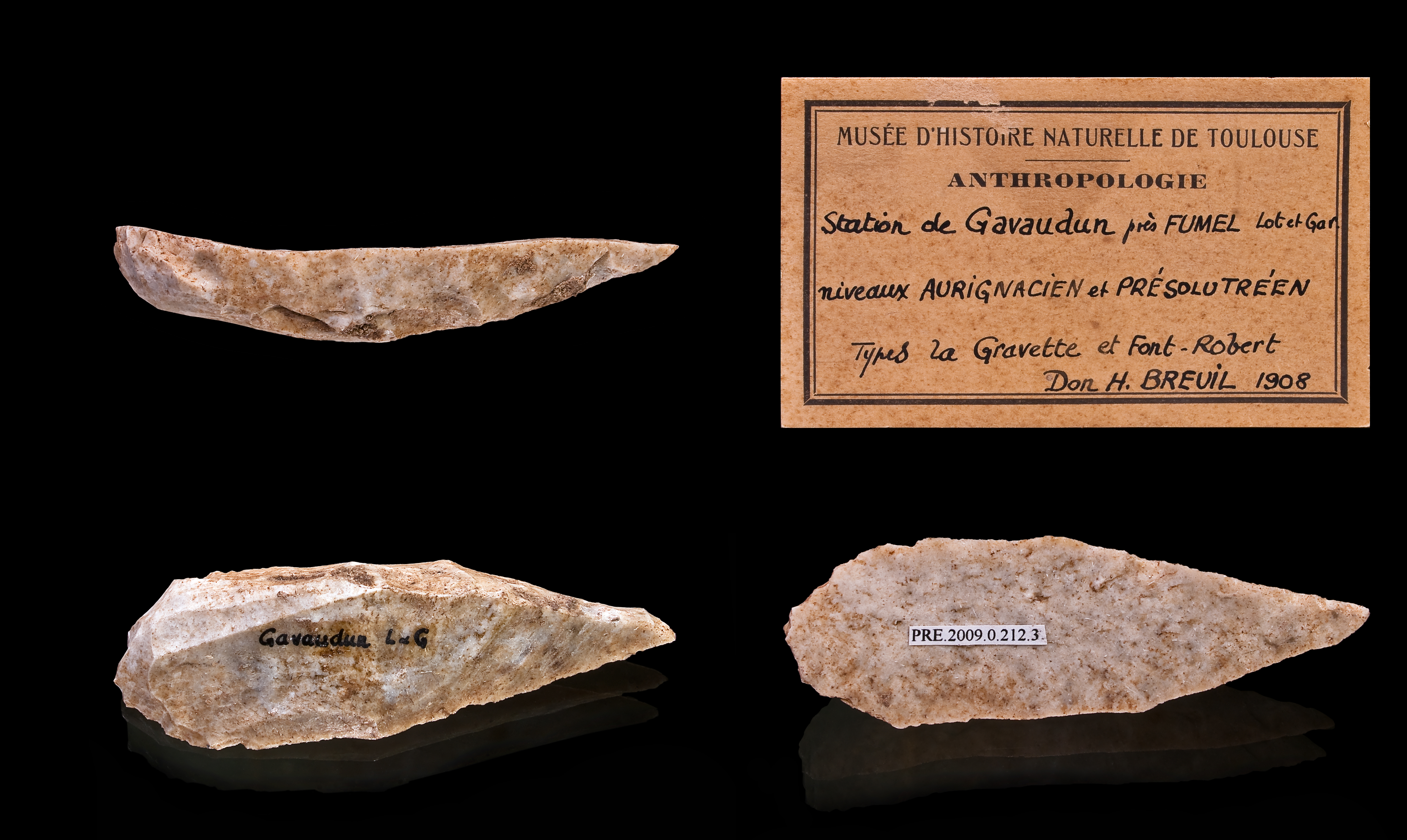

Em arqueologia, um raspador é uma ferramenta usada por povos do Paleolítico, fabricada geralmente com pedra lascada.